# أنديرس اولسون
أنديرس اولسون (بالسويدية: Anders Olsson)‏ هو سباح سويدي، ولد في 15 سبتمبر 1965 في هاغفورس في السويد.